# Kompa (Musikrichtung)
Kompa (auch Kadans Ranpa) ist eine haitianische Musikrichtung, in der spanische und französische Musikelemente mit afrikanischen Rhythmen und kreolischen Gesängen kombiniert werden. Es ist eine moderne Form der traditionellen haitianischen Volksmusik, auch bekannt als Méringue, die schon seit dem frühen 19. Jahrhundert verbreitet war. Seit Kompa 1955 vom haitianischen Saxophon- und Gitarrenspieler Nemours Jean-Baptiste popularisiert wurde, wurde es auch in anderen Ländern zur wichtigsten und meistgespielten Musikrichtung, darunter in Dominica oder den Französischen Antillen. Kompa ist auch in anderen Regionen zu einem starken musikalischen Einfluss geworden (vor allem dort, wo sich haitianische Immigranten niedergelassen haben), darunter in der Karibik, Frankreich, aber auch in Teilen von Kanada, Süd- und Nordamerika.

## Geschichte
Kompa wurde 1955 von Nemours Jean Baptiste verbreitet, der mit seinem Orchester „Ensemble Aux Callebasses“ (benannt nach dem Club „Aux Callebasses“ in Carrefour, im westlichen Arrondissement Port-au-Prince) an Wochenenden in Haitis Hauptstadt Port-au-Prince auftrat. Ein Anreiz des Genres waren die regelmäßigen Rhythmen und die häufig in das Spiel eingebundenen Improvisationen. Jean Baptiste ließ sein Orchester Melodien mit hohem Wiedererkennungswert spielen und band vor allem seine technisch bemerkenswert spielenden Bläser stark in seine Auftritte ein. Zum Spiel der Instrumente wurde unter anderem auf kreolisch, englisch, spanisch, französisch und portugiesisch gesungen. Diese Faktoren zeichneten für den schnellen Bekanntheitsgrad, den Jean Baptiste und seine Band genossen, verantwortlich. Nemours und Kompa waren daraufhin bald in ganz Haiti, aber auch im Ausland bekannt.
Erwähnenswert ist ebenso die Bezeichnung Kadans Ranpa, oder einfach Kadans genannt. Der Name Kadans Ranpa wurde vom Saxophonvirtuosen Webert Sicot, der in Nemours’ Band spielte, popularisiert, als er die Band Anfang der 1960er Jahre verließ und sich vom von Nemours geprägten Begriff Kompa distanzieren wollte. Dabei ist die Bezeichnung Kadans Ranpa mit Kompa austauschbar, da sie beide dieselbe Musikrichtung bezeichnen. Einzig die Rivalität zwischen den beiden Künstlern hat diese unterschiedlichen Bezeichnungen geschaffen. Der Begriff Kadans ist seither besonders in Dominica weit verbreitet.
Seit den späten 1950er Jahren begannen Nemours und Sicot, oft ins karibische Umfeld zu fahren und dort Konzerte zu geben, besonders in Dominica und den französischen Übersee-Départements Martinique und Guadeloupe. Dort wurde Kompa schnell zu einem Hit. So produzierte Sicot bald drei Alben mit Musikproduzenten aus den französischen Antillen. Nahezu alle haitianischen Bands, die den Kompa seit seiner Entstehung adoptierten, gaben früher oder später in diesen Regionen Konzerte, etwa „Ensemble Abricot“, „Les Djoubap’s“ oder Georges Plonquitte. Viele dieser Bands übernahmen dabei die bekannten Lieder und Melodien von Jean Baptiste Nemours. Ebenso wurden viele Musiker in den Antillen von den besuchenden haitianischen Bands in die Kompa-Musik eingeführt und unterrichtet, sodass auch bald viele ortsansässige Bands Kompa spielten.
Joaquín Balaguer, der damalige Präsident der Dominikanischen Republik, war von Nemours begeistert und ließ ihn oft auf offiziellen Veranstaltungen auftreten. Das ist auch der Grund, warum viele Kompositionen von Nemours auf Spanisch sind und in den Aufnahmen von dominicanischen Sängern gesungen werden.
Seit der Entstehung wurde zu Kompa traditionellerweise immer getanzt. Meistens wird ein Two Step getanzt, der von den Haitianern „kare“ (Viereck) genannt wurde.
Kompa wird immer in Paaren getanzt, in eng umschlungenen und romantischen Posen, in denen die meisten Figuren aus den Hüften kommen.

## Neue Generation – „Compas nouvelle generation“
Als Mitte der 1980er Jahre MIDI-Instrumente bekannter und weit erhältlich wurde, erfolgten Experimente, die neue Technologie in den traditionellen Méringue einzubauen. Die ersten Versuche in dieser Richtung erfolgten in den Antillen, wo zu dieser Zeit 90 % der gespielten Musik dem Kompa angehörten. Dies ermöglichte es, die Größe des Orchesters zu verkleinern und eine neue Bandbreite an Sounds in die Stücke einzubauen. Diese Bewegung wurde als „nouvelle generation“ des Kompa bezeichnet. Vertreter der neuen Generation sind unter anderem die Bands „Zin“, „Phantom“, „Lakole“ und „Papash“. Viele dieser Bands, etwa „Phantom“, kehrten jedoch nach einiger Zeit zu einem üblichen Orchester mit akustischen Instrumenten zurück.

## Wortherkunft und Charakteristika
Kompa ist im Französischen auch als compas direct und im Kreolischen als konpa direk bekannt. Das Wort leitet sich aus dem Spanischen ab, wo compás „Takt“ oder „Rhythmus“ bedeutet. Der Name passt gut, da eines der charakteristischsten Merkmale der Kompa-Musik das stetige, pulsierende Schlagen der „tanbou“, einer haitianischen Fasstrommel, ist. Viele andere Musikrichtungen aus der Karibik teilen diese Eigenschaft.